# NGC 1757
NGC 1757 is een niet-bestaand object in het sterrenbeeld Eridanus. Het hemelobject werd op 20 februari 1830 ontdekt door de Britse astronoom John Herschel.